# カナマト・ボタシェフ
カナマト・フセーエヴィチ・ボタシェフ（ロシア語: Канамат Хусеевич Боташев、1959年5月20日 - 2022年5月22日）は、ロシアの軍人。現役時代の最終階級は少将。
西部軍管区に属する第23326部隊の指揮官であり、ヴォロネジ近郊のバルチモール空軍基地の指揮官でもあった。

## 略歴
旧ソ連カラチャイ・チェルケス自治州ニージュニヤ・チェベルダ出身。1976年に高校を卒業後、1981年にエイスク高等軍事航空学校で操縦士免許を所得。2010年にロシア陸軍士官学校を卒業した。
空軍に所属し、ザバイカル軍管区航空部門（2008 - 2010）、バルチモール空軍基地指揮官（2008 - 2012）を歴任した。

### 除隊
2012年12月29日、カレリア共和国ペトロザヴォーツク近郊のペトロザヴォーツク空港にて戦術飛行演習を敢行。事前に訓練や機体メンテナンスを行っていないにもかかわらず、Su-27戦闘機を操縦。さらに予定になかった曲技飛行をした所、バランスを失い墜落。ボタシェフは墜落前に脱出したものの、刑法第351条（飛行規則違反）に基づき、規則に違反して機体を損壊したとして刑事告訴を受け、500万ルーブルの罰金と4年間の保護観察を宣告された。2013年に軍を除隊。その後はサンクトペテルブルクで士官候補生を教育する国営機関、DOSAAFの副責任者や、サンクトペテルブルク航空クラブ副会長などの職に就いていた。

### 戦死
2022年ロシアのウクライナ侵攻の最中、2022年5月22日、ウクライナ東部ルハンスク州ポパスナ近郊で、ウクライナ空挺部隊員によるFIM-92 スティンガーでの攻撃でSu-25攻撃機が撃墜。ロシアメディアによって搭乗者がボタシェフであると確認された。オブザーバーによると、ボタシェフはワグネル・グループの傭兵として参戦していたというが、どのような経緯で参加したかは不明である。63歳没。

## 参考項目
- 2022年ロシアのウクライナ侵攻で死亡したロシア軍高級将校の一覧